# José Miguel Class
José Miguel Class Ponce (Manatí, 26 de septiembre de 1935 - Hato Rey 13 de abril de 2017) fue un cantante puertorriqueño que alcanzó fama internacional durante las décadas de 1960 y 1970. 

## Biografía
Apodado "El Gallito de Manatí" , alcanzó fama en Puerto Rico en la década de 1960 antes de mudarse a México, donde alcanzó un amplio éxito. Su estancia allí resultó importante para su carrera: lanzó varios álbumes de música mexicana y logró alcanzar fama en Centroamérica, Sudamérica y el resto del Caribe. 
Regresó a Puerto Rico durante la década de los años 70. consiguió un programa de televisión semanal en el Canal 11 de Rafael Pérez Perry, el cual copresentó junto a Awilda (Awilda La Mimosa) Pedrosa. Su acento mexicano adoptado fue notorio durante la emisión de este programa; de hecho, mantuvo el acento mexicano durante mucho tiempo. Su lema era "¡Yo soy el Gallo!". Se retiró a su ciudad natal de Manatí. Ha publicado más de 20 álbumes, muchos de los cuales han sido convertidos a formato CD.[cita requerida]

## Muerte
Murió en la mañana del 13 de abril de 2017, a los 81 años luego de una larga enfermedad en el Hospital Auxilio Mutuo en Hato Rey, Puerto Rico. 